# Davide Tizzano
Davide Tizzano (født 21. maj 1968 i Napoli) er en italiensk tidligere roer og dobbelt olympisk guldvinder.
Sit første store internationale resultat opnåede Tizzano i 1986, da han blev juniorverdensmester i singlesculler.
Han var en af roerne i den italienske dobbeltfirer, der deltog i OL 1988 i Seoul. Italienerne vandt deres indledende heat og deres semifinale, hvor de satte ny olympisk rekord med tiden 5.47,50 minutter, og i finalen sejrede de med et forspring på halvandet sekund til Norge, mens Østtyskland var yderligere lidt over et sekund bagud på tredjepladsen. Udover Tizzano bestod italienernes besætning af Piero Poli, Gianluca Farina og Agostino Abbagnale.
Ved VM året efter vandt Farina og Tizzano samt to nye roere, Filippo Soffici og Giovanni Calabrese, VM-sølv i dobbeltfireren.
Ved OL 1996 i Atlanta roede Tizzano dobbeltsculler sammen med Agostino Abbagnale. De vandt deres indledende heat og semifinale, og i finalen kæmpede de med nordmændene Kjetil Undset og Steffen Størseth samt franskmændene Frédéric Kowal og Samuel Barathay om medaljerne, og italienerne var hurtigst og vandt med næsten halvandet sekund foran nordmændene, der henviste franskmændene til bronzemedaljerne.

## OL-medaljer
- 1988:  Guld i dobbeltfirer
- 1996:  Guld i dobbeltsculler